# Drottningholm
Drottningholm est un village suédois qui se situe sur l'île de Lovön du lac Mälar, à quelques kilomètres de Stockholm. 
Drottningholm fait partie de la commune d'Ekerö, dans le comté de Stockholm.
Drottningholm dispose d'une liaison par pont avec Nockeby à Stockholm via le Drottningholmsbron et le Nockebybron (route comtale 261).
Le château de Drottningholm est un monument important de ce village, ainsi que le théâtre qu'il abrite.